# پادشاهی متحد پرتغال، برزیل و الگاروه
پادشاهی متحد پرتغال، برزیل و الگاروه دولتی متشکل از پادشاهی برزیل، پرتغال و الگاروه بود که زیر نظر فرمانروایی مشترک اداره می‌شدند. پادشاهی متحد پرتغال، برزیل و الگاروه در ۱۸۱۵ میلادی به دنبال فرار خاندان سلطنتی پرتغال به برزیل، تشکیل گردید و به دنبال استقلال برزیل در ۱۸۲۲ میلادی از هم پاشید. پرتغال نیز سرانجام در ۱۸۲۵ استقلال برزیل و تشکیل امپراتوری برزیل را به رسمیت شناخت.
پادشاهی متحد پرتغال، برزیل و الگاروه طی حیات خود، هیچ‌گاه بر کل امپراتوری پرتغال تسلط نداشت؛ زیرا، سرزمین اصلی آن (پرتغال) تا ۱۸۲۲ میلادی، در دست ناپلئون و حکومت بعدی پرتغال باقی‌ماند. اما تمامی مستعمرات پرتغال تحت سیطره پادشاهی متحد پرتغال، برزیل و الگاروه قرار داشت.